# Lajos Kassák
Dans le nom hongrois Kassák Lajos, le nom de famille précède le prénom, mais cet article utilise l’ordre habituel en français Lajos Kassák, où le prénom précède le nom.
Lajos Kassák (né le 21 mars 1887 à Érsekújvár, aujourd'hui Nové Zámky en Slovaquie, alors en Autriche-Hongrie, et mort le 22 juillet 1967  à Budapest) est un peintre et écrivain hongrois.

## Biographie
Autodidacte, socialement engagé et attiré par les mouvements d'avant-garde, Lajos Kassák fonde notamment les revues Tett (« Action ») en 1915, Ma (« Aujourd'hui ») en 1916 et Munka (« Travail ») en 1926.

## Œuvres littéraires
- Épopée sous le masque de Wagner ((hu) Eposz Wagner maszkjában, 1915)
- Amour, amour ((hu) Szerelem, szerelem, 1962)
- La Vie d'un homme ((hu) Egy ember élete, 1937), récit autobiographique (1928-1937)
- Feuilles de chêne ((hu) Mesterek köszöntése, 1962)
- Vagabondages, Éditions Séguier, 2020.

## Sources
- Encyclopédie de la littérature, Le Livre de poche, 2004.
- Kassák, Lajos (1887-1967), notice BNF du catalogue BN-Opale Plus.
- (en) László Ferenczi : "On Lajos Kassák", sur le site du Hungarian Quarterly.
- (en) Lóránt Czigány : "Kassák and His Circle", in A history of hungarian literature, 1984.
- (en) Péter Konok: Lajos Kassák and the Hungarian Left Radical Milieu (1926-1934). In: Regimes and Transformations. Hungary in the Twentieth Century. Edited by István Feitl and Balázs Sipos. Napvilág, Budapest, 2005. 177-194. pp.